# ライギョ
ライギョ （雷魚、Snakehead) は、スズキ目タイワンドジョウ科 Channidae に分類される淡水魚の総称。

## 概要
ライギョは、中国から朝鮮半島、アムール川流域までのロシア沿海地方に分布するカムルチー Channa argus を指す日本での呼称だが、広義にはタイワンドジョウ科 Channidae に分類される魚の総称としても用いられている。
和名に「ドジョウ」の名があるが、コイ目・ドジョウ科に分類されるドジョウとは異なる。細長い体とヘビに似た頭部から、英語では "Snakehead"（スネークヘッド）と総称され、釣りや観賞魚の愛好家はこちらで呼ぶことも多い。日本にはカムルチー、タイワンドジョウ、コウタイの3種が分布する。

## 特徴
体は前後に細長い円筒形をしている。背鰭と尻鰭は他のスズキ目のような棘条が発達していない。また、背鰭と尻鰭の基底も長く、背鰭は胴体のほとんど、尻鰭も胴体の後半部分におよぶ。腹鰭は小さい。口は大きく、下顎が上顎よりも前に突き出ており、鋭い歯が並ぶ。

### 空気呼吸
空気呼吸ができるのも特徴である。外見ではわからないが、鰓に近接した頭部の腔所に「上鰓器官」（じょうさいきかん、suprabranchial organ）と呼ばれる血管の発達した粘膜のひだをもつ。なお、同じスズキ目でもタイワンドジョウ亜目に近縁のキノボリウオ亜目（アナバス類）も、同様の上鰓器官を持つ。
水面に口を出して吸い込んだ空気を上鰓器官に送り込み、酸素を直接摂取する。その後は器官内を一旦水で満たして古い空気を追い出し、水を排出してから新しい空気を吸い込む。
空気呼吸ができるため、溶存酸素量が少ない水環境でも生存できる。ただし、体内の呼吸で発生する二酸化炭素は主に鰓から水中に排出するため、上鰓器官だけでは生存できない。一方、鰓だけでも生存に必要な酸素を得られないため、網に掛かるなどして空気呼吸が阻害されると溺死する。

### 生態

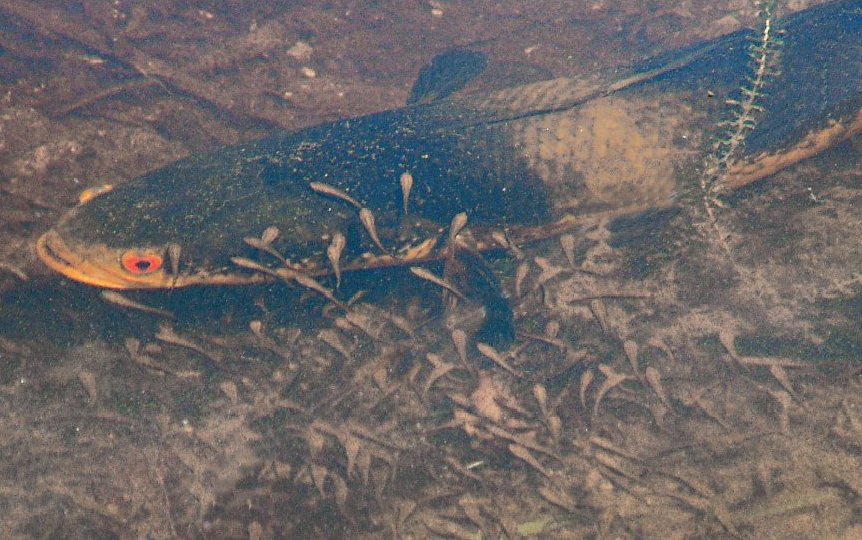
コブラスネークヘッド Channa marulius 親魚が稚魚を保護する

水流が無いか緩やかで、ハスなどの水生植物が生い茂った水域に好んで生息する。湖・沼・池・河川の中下流域などに多い。
朝や夕方の薄暗い時間帯、または水が濁っている時に活発に活動する。
食性は基本的に魚食性だが、甲殻類、昆虫類、カエル、カメなど水生動物のほか、ときには水鳥の雛、水辺周辺に生息する小動物（ネズミやヘビなど）といった、さまざまな獲物を捕食する。水底にじっと潜み、水中や水面を通りかかる獲物に飛びかかる。多くの文献ではその姿形から獰猛というイメージもつけられているが、警戒心が強く臆病な面もある。
繁殖時には親が卵や稚魚を保護する。種によっては産卵の際に水草などを集めて巣を作るもの、卵や稚魚を口内で保護するものなどもいる（マウスブルーダー）。水草で巣を作る種類は水草が生えていないと繁殖できないため、治水工事などで開発が進んで減少している地域もある。

## 利用

### 食用
肉は淡白な白身で、分布域各地で揚げ物や鍋など食用にされ、養殖も行われている。ただし有棘顎口虫という寄生虫の中間宿主なので、刺身等で生食すると顎口虫症になる危険性があるため必ず加熱する。

### 釣り
大型で引きが強いので各地にルアーフィッシングの熱心なマニアが多く、専用の特に太くて強いルアー竿が各メーカーから販売されている。餌はソフトプラスチックの疑似餌やワームのほか、生きた小魚、カエル、ザリガニ、ドバミミズのように大きなミミズを1匹、またはシマミミズを数匹チョンがけしたもの、クツワムシやコオロギなどの昆虫やネズミなど使った活き餌釣りや、イワシやサバなどを使ってのデッドベイトに、専用のオイルなどを染込ませて釣る方法も人気。日本ではカエルを針につけて釣るポカン釣りという方法もある。

### 飼育
熱帯産のスネークヘッドには種類や生息地ごとに多彩な体色が知られることから、観賞魚としての人気が高い。

## 日本産3種
日本にはカムルチー、タイワンドジョウ、コウタイの3種が分布する。これらはもともと東アジアに分布し、日本には人為的に導入された外来種とされているが近年の研究により北海道を中心にカムルチーのアムール亜種が生息していたとも言われており、江戸時代の文献でも生息していたという記述も近年発見された。ライギョは特にカムルチーとタイワンドジョウを指す呼称として用いられ、他にライヒー、タイワンなどとも呼ばれる。導入当時には「チョウセンナマズ」とも呼ばれた。21世紀初頭の時点では、タイワンドジョウとコウタイは移入された区域からそれほど広範には広がっていない。
カムルチー Channa argus (Cantor,1842) Northern snakehead
最大で1m程度まで成長する。中国から朝鮮半島、アムール川流域までのロシア沿海地方に分布する。日本には1923年-1924年頃に、朝鮮半島から奈良県に持ち込まれ、以後全国に持ち出された。「カムルチー」は朝鮮語での呼称（가물치）である。ノーザンスネークヘッドとも呼ばれる。
タイワンドジョウ C. maculata (Lacépède,1801) Blotched snakehead
全長20-60cm程度になる。カムルチーに比べて小型で、体側の斑点も細かい。中国南部、ベトナム、フィリピンなどが原産地で、日本には1906年に台湾から大阪府に移入された。現在の日本での生息地は沖縄県、香川県、兵庫県、和歌山県に留まっている。
コウタイ C. asiatica (Linnaeus,1758) Small snakehead
全長30cm程度の小型種で、腹鰭がないこと、尾柄に黄褐色の縁取りのある黒色眼状斑がひとつあることで他種と区別できる。
原産地は台湾、海南島、長江流域以南の中国である。日本へは台湾島から沖縄県石垣島、さらに大阪府に移入された。そのため「コウタイ」は閩南語での呼称（鮕鮘；Ko͘-tai）が由来である。湖沼にも生息するが、河川の流れのある区域を好み、原産地では山間部の流れに多い。
繁殖期は4-6月で、水草の上に薄黄色の粘着性の卵を1000個以上も産み付ける。親魚はカムルチーやタイワンドジョウのような巣を作らないが、卵や稚魚を保護するのは共通している。

## 分類と分布

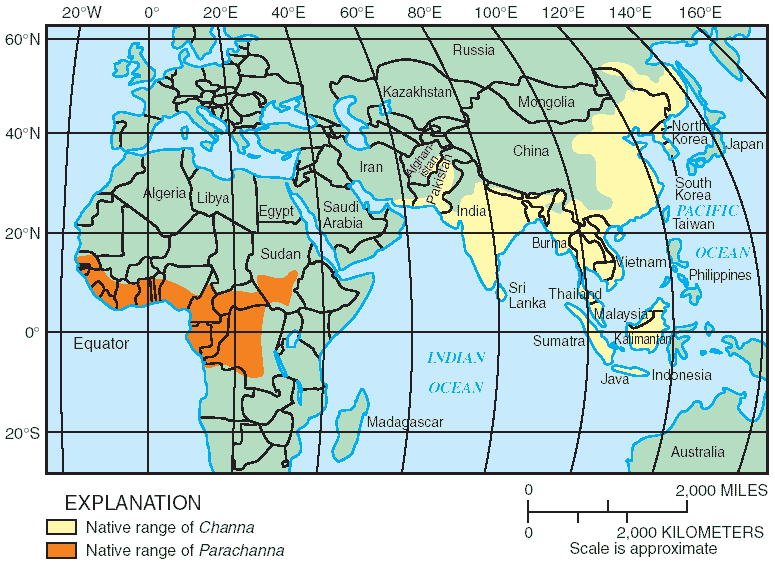
タイワンドジョウ科の分布。黄色がタイワンドジョウ属、橙色が Parachanna 属の分布を示す

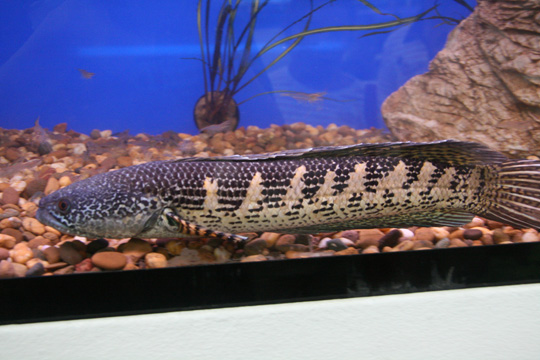
バイオレットスネークヘッド C. aurantimaculata

タイワンドジョウ亜目にはタイワンドジョウ科だけが含まれるが、タイワンドジョウ科の分類上の位置づけについては何種類かの解釈がある。ここで用いているスズキ目・タイワンドジョウ亜目とする分類以外に、タイワンドジョウ亜目を近縁のキノボリウオ亜目に含めてしまい、スズキ目・キノボリウオ亜目・タイワンドジョウ科とする分類、またスズキ目から分離させ単独でタイワンドジョウ目とする分類もある。
タイワンドジョウ科には2属が含まれ、タイワンドジョウ属 Channa は日本に定着した3種を含めて沿海地方からインドまで計28種が知られる。もう一つの Parachanna 属は熱帯アフリカ産の3種を含む。

### タイワンドジョウ属Channa

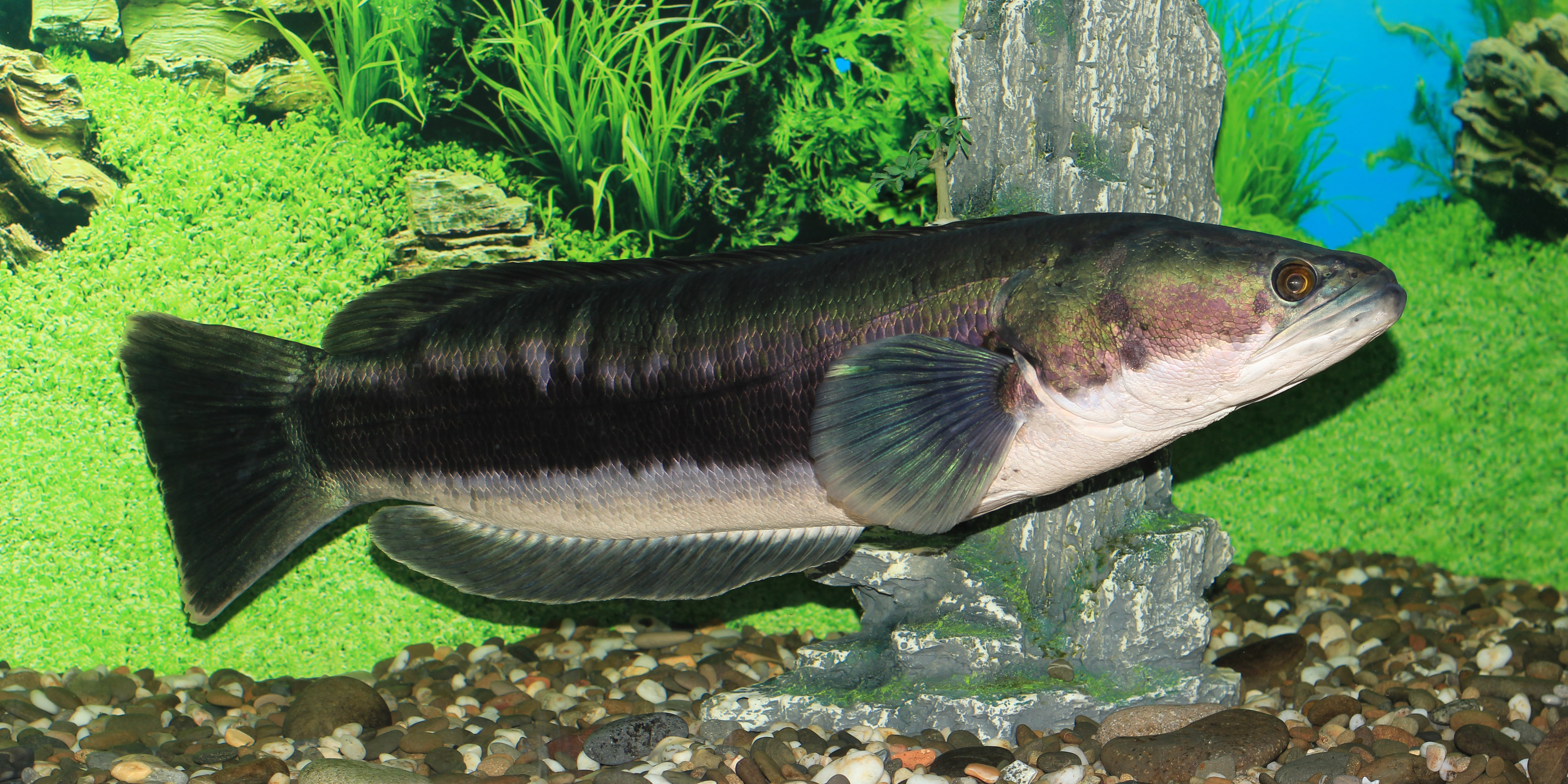
Giant snakehead

- C. amphibeus (McClelland, 1845) － チャンナ・アンフィビウス
- C. argus (Cantor, 1842) - カムルチー
- C. asiatica (Linnaeus, 1758) - コウタイ、七星魚、キャリコスネークヘッド
- C. aurantimaculata (Musikasinthorn, 2000) - バイオレット・スネークヘッド
- C. bankanensis (Bleeker, 1852) - バンカ・スネークヘッド
- C. barca (Hamilton, 1822) - チャンナ・バルカ
- C. bleheri (Vierke, 1991) - レインボースネークヘッド
- C. burmanica (Chaudhuri, 1916) - ビルマ・スネークヘッド
- C. cyanospilos (Bleeker, 1853)
- C. gachua (Hamilton, 1822) - ドワーフスネークヘッド、ヒジマダラライヒー[3]
- C. harcourtbutleri (Annandale, 1918) - ハーコート・スネークヘッド
- C. lucius (Cuvier, 1831) - アーモンド・スネークヘッド
- C. maculata (Lacépède, 1801) - タイワンドジョウ
- C. marulioides (Bleeker, 1851) - ロイヤルスネークヘッド
- C. marulius (Hamilton, 1822) - コブラ・スネークヘッド
- C. melanoptera (Bleeker, 1855) - トーマン
- C. melasoma (Bleeker, 1851) - ブラックスネークヘッド
- C. micropeltes (Cuvier, 1831) - レッドスネークヘッド (Giant snakehead)（最大種）
- C. nox Zhang, Musikasinthorn et Watanabe, 2002
- C. orientalis Bloch et Schneider, 1801 - グリーンスネークヘッド
- C. ornatipinnis Britz, 2007 - チャンナ・オルナティピンニス
- C. panaw Musikasinthorn, 1998 - イラワジスネークヘッド
- C. pleurophthalmus (Bleeker, 1851) - オセレイトスネークヘッド、フラワートーマン
- C. pulchra Britz, 2007 - チャンナ・プルクラ、バーミーズタイガースネークヘッド
- C. punctata (Bloch, 1793) - インディアン・スネークヘッド
- C. stewartii (Playfair, 1867) - スチュワートスネークヘッド
- C. striata (Bloch, 1793) - プラーチョン、マムシドジョウ[4]

### Parachanna属
- P. africana (Steindachner, 1879) - アフリカンシェブロンスネークヘッド
- P. insignis (Sauvage, 1884) - ブロッチドスネークヘッド
- P. obscura (Günther, 1861) - アフリカンスネークヘッド

## 脚註
1. ↑  Allaby, Michael (2014). A Dictionary of Zoology. OUP Oxford. ISBN 9780191078972, 0191078972
2. ↑  臺灣閩南語常用詞辭典 中華民國教育部（正体字中国語）
3. ↑  原田 五十吉『海南島淡水魚類譜』海南海軍特務部政務局〈黎族及其環境調査報告〉、1943年。 NCID BA37595281。
4. ↑  渋沢敬三『日本魚名集覧』 1巻、角川書店、1958年、503頁。 NCID BN00585759。